# Неокастро (Иматија)
Неокастро (грч. Νεόκαστρο) је насељено место у општини Александрија у периферији Средишња Македонија, Грчка. Према попису из 2021. године било је 744 становника.
Насеље је 1913. године имало 450 житеља Грка. На попису из 1928. године Неокастро је имао 780 становника, од чега само седам грчких избеглица.